# Elida Campodónico
Elida Luisa Campodónico de Crespo (* 6. August 1894 in Macaracas, Kolumbien; † 6. Januar 1960 in Panama-Stadt, Panama) war eine panamaische Botschafterin, Pädagogin, Anwältin und Feministin.
Campodónico de Crespo absolvierte 1935 als zweite Frau ein Jurastudium in Panama.
1923 gründete sie mit Sara Sotillo, Clara González, Rosa Navas, Sara Barrera und anderen die Nationale Feministische Partei, die jedoch erst 1924 den Status einer legalen Organisation erlangte. Die folgenden Jahre kämpfte sie für das Frauenwahlrecht, das 1944 erreicht wurde. Im Jahr 1952 wurde sie zur Botschafterin in Mexiko ernannt.
Campodónico de Crespo war mit dem Pädagogen José Daniel Crespo verheiratet und Mutter von vier Kindern.